# Gateway 2: Homeworld
Gateway 2: Homeworld — приключенческая игра по мотивам произведений Фредерика Пола, продолжение Frederick Pohl’s Gateway.

## Игровой процесс

Игрок разрешает головоломку. Справа расположена иллюстрация и консоль, в которую игрок вводит команды, слева — вспомогательные инструменты

Homeworld — приключенческая игра, продолжение Frederick Pohl’s Gateway. Игра совмещает текстовые описания происходящего с иллюстрациями от первого лица. Иллюстрации статичны, однако в игре присутствуют анимированные катсцены.
Для управления протагонистом игрок вводит текстовые команды, при этом в игре есть окна со списками доступных глаголов-действий и предметов, а также компас, указывающий, в каких направлениях игрок может идти. При взаимодействии с предметами окружения также можно использовать систему point-and-click. Когда протагонист осматривает предмет в первый раз, игрок получает его подробное описание, а при дальнейших осмотрах оно заменяется на краткий очерк.
В комплекте с игрой поставлялась книжка для застрявших игроков с советами, что делать дальше.

## Сюжет
События Homeworld события происходят после первой части. Около Плутона был замечен инопланетный корабль, позже названный «артефакт», и корпорация Gateway поручает главному герою его исследовать. Помимо корпорации, за кораблём охотятся члены культа Феникс, поклоняющиеся ассасинам, которые намерены отправить корабль своим попечителям.
Присостыковавшись с кораблём, игрок обнаруживает, что это сборщик образцов, принадлежащий расе хии-кии. До игрока корабль уже обнаружили члены корпорации, но погибли от корабельного ИИ, решившего цифровизировать их личности. Через некоторое время корабль захватывают члены секты и доставляют его к ассасинам, а главный герой улетает на спасательной капсуле. Так он попадает на бывшую планету хии-кии и в конечном итоге находит их новый родной мир, сокрытый внутри чёрной дыры.
Герой знакомится с членами секты Белая рука (англ. White Hand), стремящейся свергнуть авторитарный режим хии-кии и вернуть их в галактику. Игрок в ходе нескольких миссий помогает секте добиться цели. Вернувшиеся хии-кии объединяются с людьми и вступают в войну против ассасинов.

## Разработка
Homeworld была создана на основе фантастических произведений Фредерика Пола. Игра поддерживает стандарт Super VGA.

## Критика
Пол Шуйтема заявил, что «Homeworld — это сбывшаяся мечта любителя научной фантастики», хотя отметил ряд существенных недостатков — громоздкий интерфейс, отсутствие единого визуального стиля и непрофессионально написанный сценарий.